# 阿瓜布蘭卡 (胡蒂亞帕省)
14°29′0″N 89°38′58″W / 14.48333°N 89.64944°W
阿瓜布蘭卡（西班牙語：Agua Blanca），是危地馬拉的城鎮，位於該國東南部，由胡蒂亞帕省負責管轄，面積340平方公里，海拔高度902米，2002年人口14,303，人口密度每平方公里42.07人。